# Numismàtica

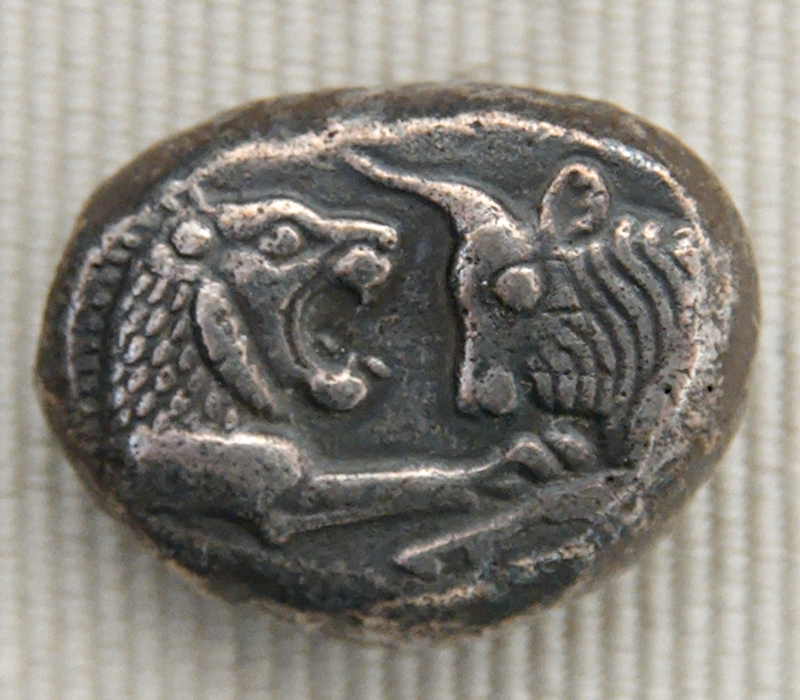
Moneda de plata del encunyada per Cressus, rei de Lídia (561–545 aC).

La numismàtica és l'estudi i col·lecció de diners al llarg del temps, ja siga en forma de moneda, bitllets, medalles, medallons o objectes relacionats.
Considerada una ciència auxiliar de la història. També s'utilitza en arqueologia, en particular com a criteri per a datació.
A part del seu propòsit científic, la numismàtica també és d'interés per als col·leccionistes. La col·lecció de monedes s’ha practicat des de l'edat antiga. Les col·leccions es realitzen amb finalitats d'acaparament o per a interessos artístics, tècnics o culturals, o fins i tot com a simple activitat d'oci.
En el marc de l'especulació, els inversors i les principals institucions financeres internacionals també s'han interessat pel món de la numismàtica.

## Etimologia
La paraula numismàtica prové del llatí numismatis, genitiu de numisma, una variant de nomisma que significa "moneda". Nomisma és una llatinització del grec νόμισμα (nomisma) que significa "moneda actual / costum", que deriva de νομίζειν (nomizein), "tenir o posseir com a costum, utilitzar habitualment", al seu torn de νόμος (nomos), "ús, costum", en última instància de νέμειν (nemein), "dispensar, dividir, assignar, mantenir, mantenir".

## Història de la numismàtica
La col·lecció de monedes podria haver existit ja en l'antiguitat. Cèsar August va donar "monedes de tota divisa, incloses peces antigues dels reis i diners estrangers" com a obsequis de Saturnalia.
Petrarca, que va escriure en una carta que sovint se li acostaven vinyadors amb monedes antigues demanant-li que les comprés o que identifiqués el governant, és considerat el primer col·leccionista del Renaixement. Petrarca va presentar una col·lecció de monedes romanes a l'emperador Carles IV el 1355.
El primer llibre sobre monedes va ser De Asse et Partibus (1514) de Guillaume Budé. Durant el primer Renaixement, la reialesa i la noblesa europea van recollir monedes antigues. El papa Bonifaci VIII, l'emperador Maximilià del Sacre Imperi Romanogermànic, Lluís XIV de França, Ferran I, l'elector Joaquim II de Brandenburg que va iniciar el gabinet de monedes de Berlín i Enric IV de França en van ser col·leccionistes.
El segle xix es van organitzar societats professionals, la Royal Numismatic Society es va fundar el 1836 i immediatament va començar a publicar la revista que es va convertir en la Numismatic Chronicle. L'American Numismatic Society es va fundar el 1858 i va començar a publicar l'American Journal of Numismatics el 1866.
El 1931 l'Acadèmia Britànica va llançar el Sylloge Nummorum Graecorum publicant col·leccions de monedes de l'antiga Grècia. El primer volum de Sylloge of Coins of the British Isles es va publicar el 1958.
Al segle xx, les monedes van guanyar reconeixement com a objectes arqueològics, estudiosos com Guido Bruck del Kunsthistorisches Museum de Viena es van adonar del seu valor per proporcionar un context temporal i de la dificultat que tenien els conservadors a l'hora d'identificar les monedes gastades mitjançant la literatura clàssica. Després de la Segona Guerra Mundial a Alemanya es va posar en marxa un projecte, Fundmünzen der Antike (descobertes de monedes del període clàssic), per registrar totes les monedes trobades a Alemanya. Aquesta idea va trobar successors a molts països.
American colonial history illustrated by contemporary medals (1894) de C. Wyllys Betts va establir les bases per a l'estudi de les medalles històriques americanes.

## Numismàtica moderna
La numismàtica moderna és l'estudi de monedes a partir de mitjans del segle xvii, el període de les monedes fetes a màquina. El seu estudi atén més les necessitats dels col·leccionistes que dels historiadors i sovint és perseguit amb més èxit per aficionats aficionats que per estudiosos professionals. L'enfocament de la numismàtica moderna es troba sovint en la investigació de la producció i l'ús de diners en contextos històrics utilitzant les seques o altres registres per determinar la raresa relativa de les monedes que estudien. També són qüestions d'interès les varietats, els errors, els resultats del desgast progressiu de la matriu, les figures d'encunyació i fins i tot el context sociopolític de l'encunyació de monedes.

## Història de les monedes als Països Catalans

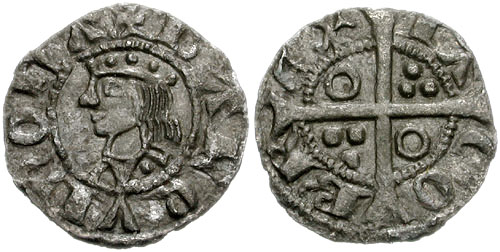
Moneda de Jaume I, seca de Barcelona, 1213-1276

El sistema monetari català fou inicialment monometàl·lic (diners d'argent, després diners d'argent lligat amb coure), i més endavant bimetàl·lic (croat d'argent, florí d'or). La comptabilitat es feu sempre en diners i llurs múltiples, el sou (dotze diners) i la lliura (240 diners o 20 sous). Els valors sou i lliura rarament coincidiren amb una moneda real i efectiva. Malgrat la diversitat de les estampes que reflecteix el mosaic de regnes de la Corona d'Aragó, els sobirans s'esforçaren a unificar els valors a fi de tenir un sistema monetari coherent i unes monedes intercanviables.
L'adveniment de Felip V el 1700 no modificà el sistema monetari. Durant la guerra de Successió (1705-14), la major part dels tallers monetaris tradicionals (i algun de local, com ara el de Reus) bateren moneda i foren les darreres emissions pròpiament catalanes; el 1707 es baten els darrers croats barcelonins i els darrers divuitens valencians. A partir del 1708 foren batudes a Barcelona peces de dos rals castellans, anomenades pecetes (peceta) o, més concretament pecetes carolines fent referència a l'arxiduc Carles. Aquesta denominació popular catalana fou la que s'acabà imposant l'any 1868 per a designar la unitat monetària de l'estat. Després de la guerra de Successió, encara es van fer algunes emissions esporàdiques a Aragó (fins al 1719 s'hi bateren dinerets) i a Mallorca, on fou canviada l'heràldica del regne per la castellana (tresetes i doblers de coure i peces d'escut batuts fins al 1724, alguns a nom de Lluís I d'Espanya). També del 1709 al 1713 es bateren a València peces múltiples del diner (sisons i tresetes de coure) a fi de facilitar la retirada del vell numerari. De fet, però, la moneda privativa catalana fou abolida pel decret de Nova Planta i els tallers monetaris aviat foren definitivament tancats. Com unitat de compte, però, el sistema català persistí fins ben entrat el segle xix.

## Parts de la moneda
Una moneda és una peça de metall encunyada per la necessitat dels intercanvis, amb aliatge, títol, pes i valor establerts. Les parts de què consta són:
- Anvers: part principal de la moneda, moltes vegades rep el nom de “cara”
- Revers: part posterior de la moneda. Molts vegades anomenada “creu”
- Seca: lloc de fabricació o data
- Llegenda o text: informació de qui encunyà la moneda
- Marca de valor: 1 pesseta, una dracma, etc
- Camp: part llisa i sense encunyar de la moneda
- Exerg: línia horitzontal de la part inferior de la moneda que divideix la informació escrita[24]
- Marca del gravador: qui la va fer i executar el disseny de la moneda
- Gràfila: banda de punts o guarniment que protegeix del desgast la moneda
- Llistell: vora al voltant de la moneda per protegir-la del desgast

## Catalogació segons la conservació

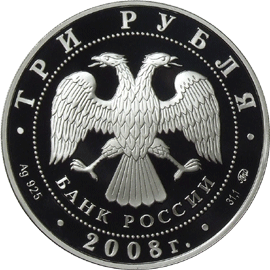
Tres rubles russos del 2008 S/C

### Monedes
S'ha tenir en compte que aquesta classificació està subjecte a canvis de valoració segons les circumstàncies històriques entorn a l'encunyació de les monedes (i altres defectes de funció similars). D'aquesta manera es troben monedes molts malmeses o bé amb defectes de fabricació que per ser escasses o, fins i tot, gràcies a aquests defectes, obtenen un valor més elevat.
- Sense Circular (S/C): peçes que no han tingut molta circulació en el mercat, però han estat destinades para això. No tenen defectes.
- Excel·lent Bona Conservació (EBC): no té imperfeccions apreciables a simple vista, però conté les empremtes pròpies d'una breu circulació i alguns petits cops.
- Molt Bona Conservació (MBC): bona conservació, però ha estat clarament en curs i té més cops i ratllades.
- Bona Conservació (BC): el seu valor numismàtic arriba a la meitat de la MBC. La circulació i les imperfeccions són evidents i marcades.
- Regular Conservació (RC): tiene rascades, abonyegaments, relleus desgastats i altres desperfectes d'aquesta mena.
- Mala Conservació (MC): les llegendes i dibuixos són i o prácticamente il·legibles. El metall ja no brilla i les imperfeccions són grans: esquerdes, abonyegaments grans, erosió del costat, parts trencades u oxidades etc.

Quan una moneda està entre dos categories, s'indica amb una barra inclinada, per exemple: EBC/MBC. S'afegeixen símbols + o - després d'una categoria per indicar caràcters intermedis.

### Paper moneda
En qualsevol variant (bitllet, lletra de canvi, xec, cèdula)
- Sense Circular (S/C). Peça nova que no ha circulat i la conservació de la qual és perfecta.
- Excel·lentment Ben Conservat (EBC): Molt escassa circulació. Estat de conservació excelent.
- Molt Ben Conservat (MBC): La circulació és patent en petits plecs i brutícies, però no existeixen esquinçaments ni altres imperfeccions majors.
- Ben Conservat (BC): Empremtes evidents de circulació, com brutícies, pèrdua de color i petits esquinçaments.
- Regularment Conservació (RC): Falta fins 1/8 de la superfície original del bitllet. Presència d'esquinçaments, brutícies i forats.
- Mala Conservació (MC): Il·legibilitat de llegendes i mutilacions greus.

## Subcamps de la numismàtica
- L'exonumia és l'estudi d'objectes semblants a monedes, com ara tésseres i medalles, i altres articles utilitzats en lloc de moneda legal o per a la commemoració.[26]
- La notafília és l'estudi del paper moneda o dels bitllets.
- L'escriptofília és l'estudi i la recollida d'accions i bons. És una àrea de col·leccionisme tant per la bellesa inherent d'alguns documents històrics com per l'interessant context històric de cada document.